# Neues Rathaus (Linz)

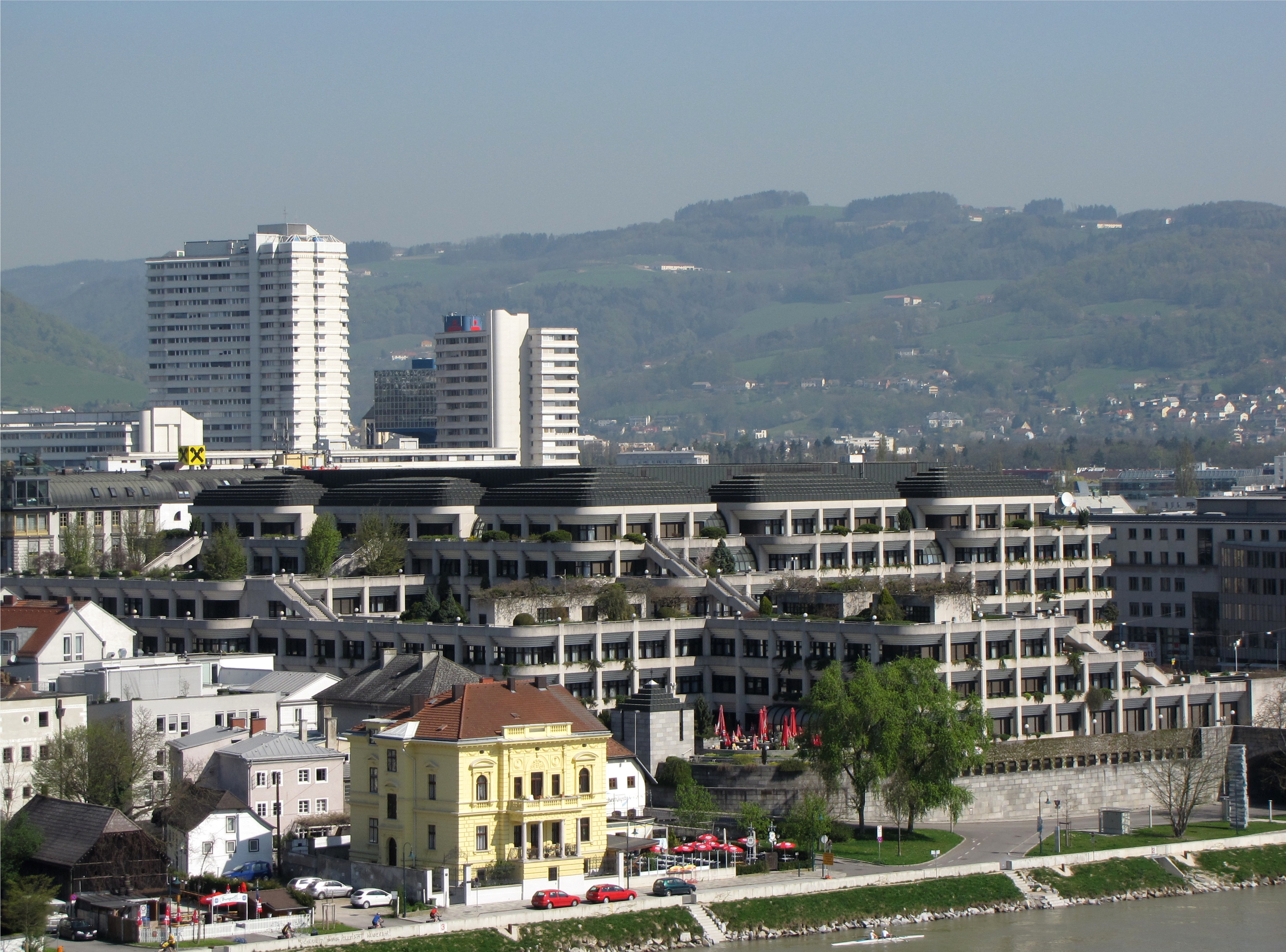
Das Neue Rathaus in Urfahr an der Donau mit den Türmen des Lentia 2000 im Hintergrund

Das Neue Rathaus im Linzer Stadtteil Urfahr wurde 1985 eröffnet und beherbergt die (ehemals über das Stadtgebiet verteilten) Magistratsdienststellen und das Stadtarchiv. Das Bauwerk dominiert den Stadtteil, allein Vorplatz und Foyer umfassen 1720 m², die Freiflächen (etwa Terrassen) insgesamt rund 10.000 m². Die Architekten waren Rupert Falkner und Anton Fürtler.

## Lage
Der Komplex liegt im Stadtteil Urfahr (Hauptstraße 1–5) direkt an der Donau. Das Alte Rathaus, in dem sich nach wie vor der Sitz des Bürgermeisters und des Gemeinderats befindet, und der Hauptplatz sind fünf Gehminuten (über die Nibelungenbrücke) entfernt.

## Geschichte und Konzept

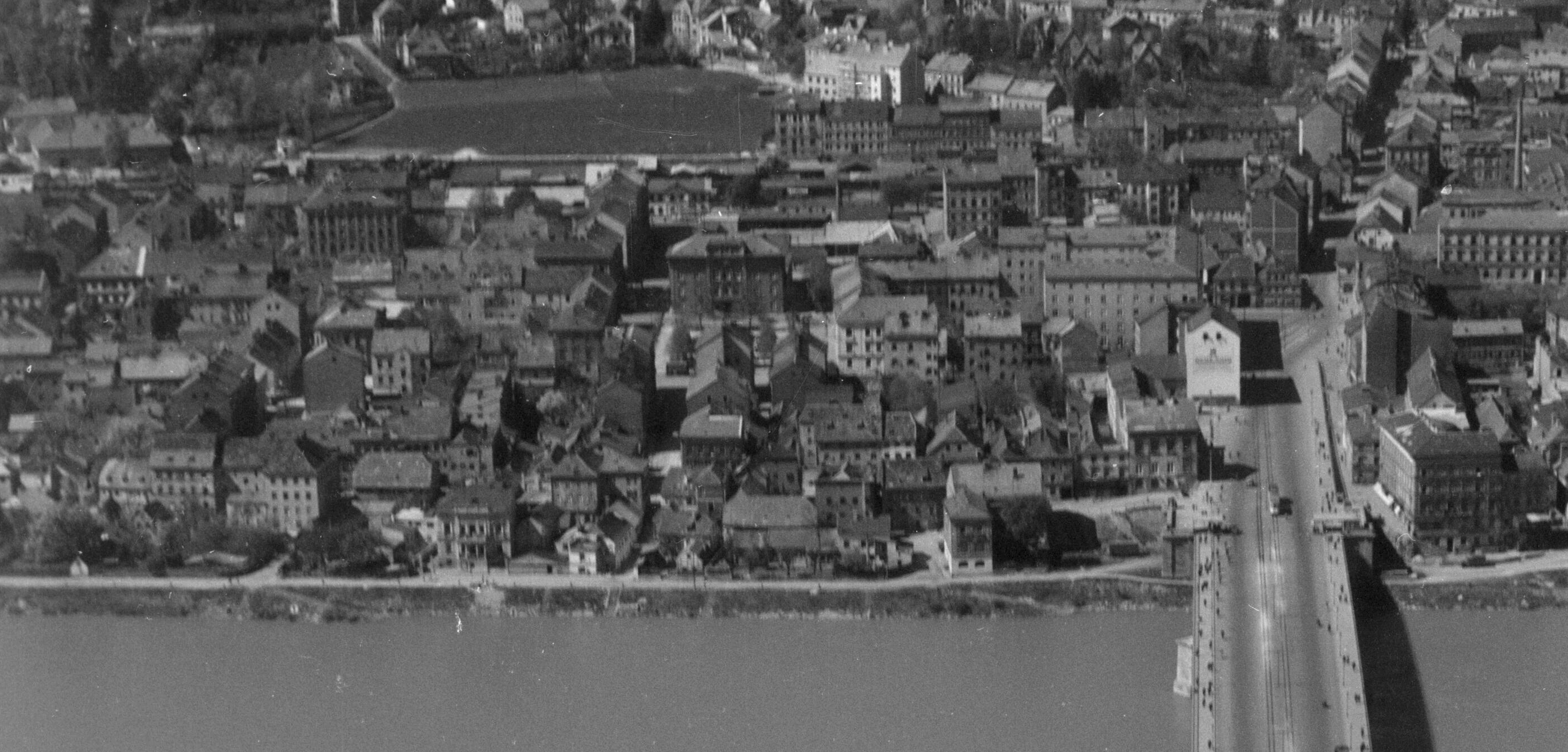
Alte Bebauung des Areals im Jahr 1951

Bereits im Jahr 1975 begannen Assanierungsarbeitungen am künftigen Bauplatz in Alt-Urfahr West, dabei wurden etliche Gebäude, darunter die frühere Nikolaikirche, abgebrochen. 1977 erging schließlich der Beschluss des Linzer Gemeinderats, ein neues zentrales Verwaltungsgebäude zu errichten und hierfür einen Architekturwettbewerb auszuschreiben. Unter 26 eingegangenen Entwürfen wurde der des Wiener Architektenteams Rupert Falkner und Anton Fürtler ausgewählt. Der Komplex mit seinen zahlreichen Dachterrassen wurde als „begehbarer Hügel“ konzipiert und erinnert damit entfernt an einem mesopotamischen Ziggurat. Durch die enorme Größe und eigenwillige Architektur war er allerdings von Anfang an umstritten. Das Gebäude gilt heute als Beispiel einer sogenannten „Megastruktur“ im Geiste der 1960er und 1970er Jahre. Hierbei handelte es sich um in sich geschlossene „architektonische Landschaften“, die große und kleine Strukturen vereinten und vielfältig nutzbar waren; andere Beispiele stellen in Österreich das AKH Wien und die UNO-City dar. Die Bauarbeiten begannen am 16. März 1980, am 13. Oktober 1983 fand die Gleichenfeier statt, und am 27. September 1985 konnte das Haus – überraschenderweise ein Jahr früher als geplant und mit geringeren Baukosten – eröffnet werden.

## Öffentlich nutzbare Räumlichkeiten
Im Neuen Rathaus steht ein 495 m² großer Festsaal mit einem Fassungsvermögen von 589 Personen zur Verfügung, außerdem befinden sich im ersten Obergeschoß Seminarräume mit insgesamt 221 m² und Platz für 150 Personen (in Sesselreihen). Ein zusätzlicher Ausstellungsraum misst 81 m².

## Gedenkraum Nikolaikapelle

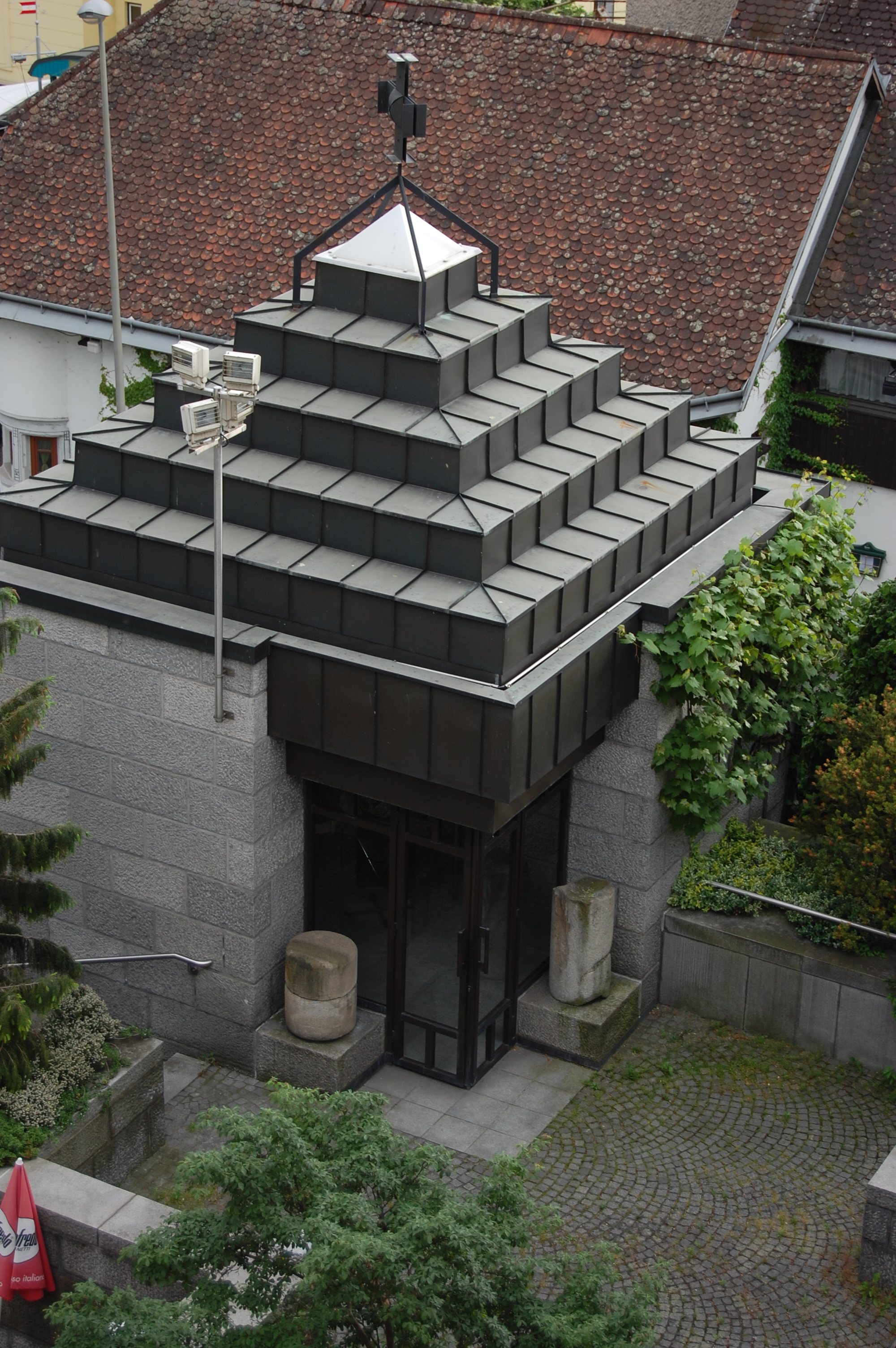
Nikolaikapelle

Etwas abgesetzt vom Neuen Rathaus, südwestlich zum Donauufer hin, befindet sich seit 1985 der „Gedenkraum Nikolaikapelle“, mit dem an die verschwundene Nikolaikirche erinnert wird. Es ist ein quadratischer Granitbau mit abgetrepptem Kupferdach. Im Inneren befinden sich eine Installation von Hans Hoffmann-Ybbs und Erinnerungsstücke an Alt-Urfahr.

## Umgebung
Das „Mahnmal für aktive Gewaltfreiheit“ zwischen dem Neuen Rathaus und der Nibelungenbrücke wurde 2017 vom Linzer Künstler Karl-Heinz Klopf konzipiert.